# 甄珍
甄珍（1948年7月17日—），本名章家珍，祖籍浙江省杭州市，出生於北平市，台灣女演員。
16歲初入影壇，以美少女形象獲得「小淘氣」的稱號。之後成功地詮釋瓊瑤電影中，氣質溫婉、柔美堅韌的女性，也因而在當代多樣化的功夫片之熱潮中，另外開啟了台灣文藝片興盛。
曾得過兩屆亞洲影展影后。2013年正式出道50年，臺北金馬影展執行委員會肯定她是台灣電影極具承先啟後之功勞的一流優秀演員，且與金馬獎共度半世紀風采，特別頒發第50屆金馬獎「終身成就獎」。

## 生平

### 家世
原名章家珍的甄珍原籍浙江吴兴荻港，出身於將官名門世家，祖父章鴻春（1893—1968）是中華民國陸軍騎兵學校中將校長、南京要塞司令、中華民國駐日大使館首席武官等。

### 幼年
1948年7月17日，章家珍在北平出生。父親章沛霖上校是中華民國國軍軍官，日本陸軍士官學校畢業，曾任中華民國駐日大使館武官，後赴美經商，成為旅美企業家。母親張鳳琴為中學音樂教師，年輕時歌唱大賽脫穎而出，曾獲選為中國大陸滿洲映畫協會美女電影演員。父母育有2女1子。兩個女兒均從事演藝事業，章家珍的藝名是甄珍、妹妹章家興的藝名銀霞，銀霞為1980年代最知名的玉女氣質民歌手。甄珍另有一弟旅居美國經商有成。
章家珍出生3個月時，便與家人同赴台灣；5歲時，因父親外派駐日使館故與家人前往日本生活。她在當地就讀初小，從小學習芭蕾舞也曾公開演出，後主修民族舞蹈，肢體動作靈活。
1959年，她隨家人由東京返台灣，就讀臺北市國語實驗國民小學、臺北市中山區中山國民小學、新北市私立金陵女子高級中學以及臺北市私立泰北中學。

### 演藝生涯
- 1964年，李翰祥新創國聯電影公司，舉辦演員甄試，從3700位報名者中甄選出章家珍為唯一的錄取者，為她取藝名「甄珍」，意思是章家珍為「所有的甄試者中的珍品」。甄珍隨即與資深當紅的演員江青、鈕方雨、李登惠、汪玲並列為台灣當代著名的「國聯五鳳」。
- 1967年11月，與國聯電影解約。
- 1967年12月，轉而加入中央電影公司。
- 1971年6月，甄珍主演電影《緹縈》，獲得第17屆「亞洲影展-金禾獎」影后的殊榮。
- 1973年，甄珍開始主演李行導演的一系列瓊瑤小說改編電影《心有千千結》、《彩雲飛》、《一簾幽夢》、《海鷗飛處》。
- 1974年3月，不顧父母反對，與謝賢在香港註册结婚。
- 1976年12月，與謝賢协议分居。
- 1977年6月，與謝賢簽字離婚。
- 1978年6月，在女方雙親反對之下與劉家昌結婚，息影隨夫赴美國發展。[6]
- 1982年，在美國曾開有“甄珍大飯店”。
- 1983年，重返影壇，在港、臺兩地拍戲。
- 1986年4月21日，甄珍生下一子劉子千。
- 1988年，在臺北開有「甄珍家」藝術風格的飯店。
- 2009年10月18日，傳因胃部發現不明氣泡、疑似腫瘤住進台北榮民總醫院。
- 2010年2月26日，在香港接受胃腫瘤切除手術。[7]
- 2010年3月12日，接受台灣TVBS《2100全民開講》電視專訪。[8]
- 2012年10月20日，陪兒子劉子千上台灣中視的《萬秀豬王》。[9]
- 2013年11月23日，獲頒第50屆金馬獎「終身成就獎」。[10][11][4]
- 2015年5月21日，甄珍自爆與劉家昌婚姻關係僅僅維持9年，在兒子劉子千1歲時就離婚；為了給兒子完整幸福的家庭，2人遂決定保密，劉子千也是直到2年前才知道這件事。至於何以離婚並不願多說，只希望兩人以後能互相尊重。[12]

- 甄珍在2017年1月初，赴美探親，卻從親戚家2樓跌落1樓，出現偏頭痛症狀。
- 2017年2月26日，再赴醫院檢查，發現腦部有積血，當日早晨在美國洛杉磯動手術。甄珍弟弟透露，姊姊手術進行相當順利，取出腦中血塊，休養中。[13]

- 2019年4月份，「無償」任高雄公益大使。
- 甄愛高雄群星會2019年7月12日登場：永遠的文藝超級玉女巨星〝 甄 珍 〞從影五十五週年經典展 、重溫風華年代: CHEN CHEN 甄珍高雄影展。(由公認為東方的奧黛麗赫本：巨星甄珍做號召，重現台灣第一代國際巨星風華。)
- 2020年1月20日上午，永遠的最美善公益大使、亞洲影壇影后巨星甄珍女士，特地從台北趕到高雄，捐款並親自愛心送暖關懷獨居老人。
- 2020年5月，接受電視節目《魯豫有約一日行》訪問，表示謝賢是她的初戀，如人生可以重來，她不會與謝賢離婚。[14]

- 2023年10月底，獨自在林口長庚紀念醫院完成攝護腺手術劉家昌在微博發表千字長文，批評甄珍母子為爭奪家產不擇手段，並批評兒子劉子千（2019年跟隨母姓改名章立衡）「不忠不孝、不知羞恥」。[15]其後甄珍發文反擊，披露她投資建設的鷹潭酒店被劉家昌私自轉給了前妻的長子劉繼成，最終讓她背負八千萬元的債務；另外，甄珍也為兒子章立衡說話，指控劉家昌肆意操控章立衡的音樂道路。[16]次日，劉家昌發表律師聲明，宣佈與章立衡斷絕父子關係，同時終止章立衡及甄珍兩人繼續使用、管理、收取其所有的版權收益。[17]

## 電影成就
- 古裝片《天之驕女》是甄珍主演的第一部片。
- 國聯結束後，主演白景瑞執導的《新娘與我》及《今天不回家》，由於甄珍在片中表現活潑可愛的形象受到歡迎，遂以「小淘氣」的稱號走紅，並主演不少以淘氣為名的影片，如：《淘氣公主》、《淘氣三千金》、《淘氣夫妻》等等，合稱小淘氣系列。[18]
- 1971年主演李翰祥執導的《緹縈》，獲第十七屆亞洲影展最佳女主角獎，演技受到肯定。
- 曾以《煙水寒》入圍第十五屆金馬獎最佳女主角。
- 最為人所熟知的，應是她在文藝片方面的成就。甄珍可算是台灣第一代玉女天后巨星。她自1973年起，分別與鄧光榮、謝賢搭檔，並提攜秦祥林等，主演了李行、白景瑞執導的《彩雲飛》、《心有千千結》、《海鷗飛處》等根據瓊瑤小說改編的影片，在其中扮演氣質嫻靜的少女，廣受臺、港、日及東南亞觀眾的歡迎，成為1970年代前期的文藝片首席女星。
- 因其開創文藝片盛世，與導演謝賢婚後漸退影，才引領了1970年代後期的文藝片二秦二林的崛起。
- 1978年他隨導演劉家昌赴美發展並結婚，随即息影。直到1987年與導演劉家昌離婚。

## 榮譽
2021年6月16日，國際天文聯會將465513號小行星命名甄珍，以表揚她的演藝成就。

## 演出作品

### 電影
| 年代   | 片名                                             | 角色 |
| 1966年 | 《天之驕女》                                     | 嚴蘭貞 |
| 1966年 | 《幾度夕陽紅》(上、下集)                         | 何霜霜 |
| 1966年 | 《明月幾時圓》                                   | 王潔漪 |
| 1967年 | 《遠山含笑》                                     | 李浣雲 |
| 1967年 | 《鳳陽花鼓》                                     | |
| 1968年 | 《陌生人》                                       | 沈珮蓉 |
| 1968年 | 《新娘與我》                                     | 林美雲 |
| 1969年 | 《今天不回家》                                   | 張珍珍 |
| 1969年 | 《四季花開》又名（富貴花開）                     | |
| 1969年 | 《連環劍》                                       | |
| 1969年 | 《玉面猫》                                       | |
| 1969年 | 《北極風情畫》                                   | |
| 1970年 | 《群星會》                                       | 馬嘉嘉 |
| 1970年 | 《行行出狀元》                                   | |
| 1970年 | 《吾愛吾妻》                                     | |
| 1970年 | 《喜怒哀樂》                                     | |
| 1970年 | 《高山青》                                       | |
| 1970年 | 《雪嶺劍女》                                     | |
| 1970年 | 《百萬新娘》                                     | |
| 1970年 | 《母與女》                                       | 吴婷婷 |
| 1971年 | 《最短的婚禮》                                   | |
| 1971年 | 《緹縈》                                         | 淳于緹縈 |
| 1971年 | 《淘氣姑娘》                                     | |
| 1971年 | 《妙極了》                                       | 小樓 |
| 1971年 | 《歡天喜地》                                     | |
| 1971年 | 《落鹰峡》                                       | |
| 1971年 | 《愛你一萬倍》又名（往事只能回味）               | |
| 1971年 | 《老爺酒店》                                     | |
| 1971年 | 《騙術奇談》                                     | |
| 1972年 | 《白屋之戀》                                     | 程靈 |
| 1972年 | 《祇羨鴛鴦不羨仙》                               | 玉芳 |
| 1972年 | 《珮詩》                                         | 楊珮詩 |
| 1972年 | 《騙術大觀》                                     | |
| 1972年 | 《淘氣夫妻》                                     | |
| 1972年 | 《淘氣公主》                                     | 王真真 |
| 1972年 | 《淘氣三千金》                                   | |
| 1972年 | 《窄梯》                                         | 秀金 |
| 1972年 | 《黑吃黑》                                       | |
| 1972年 | 《喜從天上來》                                   | |
| 1972年 | 《發達之人》又名（百萬千金）                     | 嚴婷玉 |
| 1972年 | 《識途老馬》                                     | |
| 1972年 | 《薔薇的標誌》又名（薔薇の標的）                 | 中日巨星合作，赴日與日本一線男星加山雄三合演警匪片，日本東寶電影公司製作                                                    |
| 1973年 | 《明日天涯》                                     | 蕾蕾 |
| 1973年 | 《心有千千結》                                   | 江雨薇 |
| 1973年 | 《彩雲飛》                                       | 楊涵妮/唐小眉 |
| 1973年 | 《天使之吻》                                     | 伊莎 |
| 1973年 | 《分秒必爭》                                     | |
| 1973年 | 《騙術奇中奇》                                   | |
| 1973年 | 《畢業旅行》又名（兩小無猜歷險記）、（卒業旅行） | 亞洲影后甄珍是台灣首位出國與國際巨星合作主演的超級國際巨星，這部是她與兩小無猜國際名片男主角Mark Lester應邀赴日主演的名片。 |
| 1974年 | 《英烈千秋》                                     | 張自忠的女兒 |
| 1974年 | 《我心深處》                                     | 秦雨 |
| 1974年 | 《一簾幽夢》                                     | 汪紫菱 |
| 1974年 | 《星星星》                                       | 方韻 |
| 1974年 | 《冬戀》                                         | 蔡咪咪 |
| 1974年 | 《龍鳳配》又名（水漣漪）                         | 趙詩韻 |
| 1974年 | 《晴時多雲偶陣雨》又名（好女十八變）             | 李詩詩 |
| 1974年 | 《海鷗飛處》                                     | 楊羽裳 |
| 1974年 | 《鬼馬小淘氣》又名（少女奇譚）                   | 珍珍 |
| 1974年 | 《台北頑皮貓》                                   | |
| 1974年 | 《婚姻大事》                                     | 何家珮 |
| 1975年 | 《未曾留下地址》                                 | 方馨如 |
| 1975年 | 《盲女奇緣》                                     | 劉雅白 |
| 1975年 | 《喜從天上來》                                   | |
| 1975年 | 《金粉神仙手》                                   | 金秀薦 |
| 1976年 | 《大富人家》                                     | |
| 1976年 | 《愛的迷藏》                                     | 汪守瑶 |
| 1976年 | 《愛在夏威夷》                                   | 凱玲 |
| 1976年 | 《微風細雨點點晴》又名（奪愛）                   | 華玲玲 |
| 1976年 | 《未講完的故事》                                 | |
| 1976年 | 《哈哈笑》                                       | |
| 1976年 | 《今夜我和你》                                   | 罗嘉嘉 |
| 1977年 | 《秋詩篇篇》                                     | 葉微霞 |
| 1977年 | 《愛有明天》                                     | 秦倩若 |
| 1977年 | 《變色的太陽》                                   | 黎灵宛 |
| 1977年 | 《真真的愛》又名（愛心千萬千）                   | 葉一蕾 |
| 1977年 | 《楓林小雨》                                     | 馮秋雪 |
| 1977年 | 《煙水寒》                                       | |
| 1977年 | 《微笑》                                         | 馮小曼 |
| 1977年 | 《深秋》                                         | |
| 1977年 | 《日落北京城》                                   | |
| 1978年 | 《誓言》                                         | |
| 1978年 | 《黃埔軍魂》                                     | 繡春 |
| 1978年 | 《白雲長在天》                                   | 高巧雲 |
| 1978年 | 《姑媽的法術》                                   | |
| 1981年 | 《揹國旗的人》                                   | |
| 1983年 | 《我的媽媽》                                     | 素貞 |
| 1983年 | 《風水二十年》                                   | 孫秋菊 |
| 1984年 | 《聖戰千秋》                                     | |
| 1984年 | 《寒江秋水》又名（掰豪）                         | |
| 1986年 | 《我是中國人》                                   | |

## 音樂作品

### 歌曲
- 1972年 《忘不了的你》   「 薔薇の標誌     」日本電影名曲
- 1976年 《  別  問  我  》       「 愛在夏威夷」  電影主題曲

## 出版作品

### 自傳
- 《真情真意：華語影壇第一代玉女巨星甄珍的千言萬語》，作者：甄珍, 徐紀琤，出版社：時報出版，出版日期：2019年6月25日，ISBN 9789571378312。

## 獎項紀錄

### 亞洲影展
| 年份   | 獲提名   | 獎項                     | 結果 |
| ------ | -------- | ------------------------ | ---- |
| 1971年 | 《緹縈》 | 第17屆亞洲影展最佳女主角 | 獲獎 |
| 1974年 | 《冬戀》 | 第20屆亞洲影展最佳女主角 | 獲獎 |

### 金馬獎
| 年份   | 獲提名     | 獎項                   | 結果 |
| ------ | ---------- | ---------------------- | ---- |
| 1978年 | 《煙水寒》 | 第15屆金馬獎最佳女主角 | 提名 |
| 2013年 |            | 第50屆金馬獎終身成就獎 | 獲獎 |

## 外部連結
- 中文電影資料庫-甄珍 （页面存档备份，存于）
- 甄珍的Facebook專頁
- 甄珍在互联网电影资料库（IMDb）上的資料（英文）
- 甄珍在香港影庫上的簡介
- 甄珍在豆瓣上的资料（简体中文）
- 甄珍在时光网上的簡介（简体中文）
- 甄珍在台灣電影網上的資料（繁體中文）
- 華文影史庫 甄珍 簡介 （页面存档备份，存于）